# Верхњедњепровски
Верхњедњепровски (рус. Верхнеднепровский) насељено је место са административним статусом варошице (рус. посёлок городского типа) на западу европског дела Руске Федерације. Насеље је смештено у северном делу Дорогобушког рејона, у средишњем делу Смоленске области и административни је центар истоимене урбане општине.
Према процени из 2014. у вароши су живела 12.392 становника.

## Географија
Варошица се налази у горњем делу тока реке Дњепар, на око 1 км западно од њене десне обале, па отуда потиче и назив насеља Горњодњепровск. Од административног центра рејона, града Дорогобужа удаљен је свега 8 км у смеру североистока, односно на око 80 км источно од административног центра области, града Смоленска.

## Историја
Године 1952. на десној обали Дњепра почела је градња Дорогобушке термоелектране, а паралелно са њом никло је и малено насеље у којем су живели радници који су радили на њеној изградњи. С временом су радничке бараке прерасле у стамбене јединице у којима су становали запосленици тог енергетског објекта.
Насеље се развило између села Харлапово и Михајловско. Како је број становника за кратко време увећен, насеље је уздвојено из састава Дорогобужа и 16. јуна 1956. административно уређено као урбана варошица.

## Демографија
Према подацима са пописа становништва 2010. у варошици је живело 12.969 становника, док је према проценама за 2014. насеље имало 12.392 становника.
| 1959. | 1979.  | 1989.  | 2002.  | 2010.  | 2014.  |
| ----- | ------ | ------ | ------ | ------ | ------ |
| 2.531 | 16.163 | 16.496 | 14.278 | 12.969 | 12.392 |

## Привреда
Дорогобушка ТЕ (рус. Дорогобужская ТЭЦ) почела је са радом у августу 1957. године користећи као гориво камени угаљ. Од 2005. погонско гориво за производњу електричне и топлотне енергије је природни гас. Тренутни капацитети електране су 137 МВт електричне енергије и 442,2 Гкал/час топлотне енергије.